# Distrito de Murtal
Murtal (em alemão: Bezirk Murtal) é um distrito do estado austríaco da Estíria.

## Cidades e municípios
Murau possui 20 municípios, sendo 4 com estatuto de cidade, 7 com direito de mercado (Marktgemeinde) e o restante municípios comuns.

### Cidades
- Judenburg
- Knittelfeld
- Spielberg
- Zeltweg

### Mercados
- Kobenz
- Obdach
- Pöls-Oberkurzheim
- Pölstal
- Seckau
- Unzmarkt-Frauenburg
- Weißkirchen in Steiermark

### Municípios
- Fohnsdorf
- Gaal
- Hohentauern
- Lobmingtal
- Pusterwald
- Sankt Georgen ob Judenburg
- Sankt Marein-Feistritz
- Sankt Margarethen bei Knittelfeld
- Sankt Peter ob Judenburg